# Носенко, Ольга Васильевна
Ольга Васильевна Носе́нко (до 2015 — Са́жина; р. 19 февраля 1986, Устинов) — российская волейболистка. Нападающая-доигровщица. Мастер спорта России.

## Биография
Ольга Сажина начала заниматься волейболом в ДЮСШ города Устинова (ныне — Ижевск) у тренера Галины Васильевны Удаловой. Через несколько лет после одного из детских турниров была приглашена в подмосковный волейбольный центр в Монино, а в 2001 — в команду суперлиги МГФСО (Москва), за которую выступала на протяжении двух сезонов. В 2003—2006 играла за подмосковное «Динамо», в составе которого стала двукратным призёром чемпионатов России. В 2006 команда была переименована в «Динамо-Янтарь», за который Сажина провела ещё 4 сезона. В 2008 волейболистка окончательно сменила своё игровое амплуа, став нападающей-доигровщицей (до этого была центральной блокирующей, хотя неоднократно в матчах использовалась на позициях диагональной и доигровщицы). В 2010—2012 Сажина играла в лучшей команде Швейцарии «Волеро», после чего вернулась в Россию, заключив контракт с омской «Омичкой», с которой в 2013 в третий раз стала призёром чемпионата России. В 2013—2015 выступала за «Тюмень-ТюмГУ» и «Протон», а в 2015 перешла в «Уралочку-НТМК», в составе которой стала серебряным призёром чемпионата России 2015/2016.
В 2003—2004 Сажина играла за юниорскую и молодёжную сборные России и в 2004 стала бронзовым призёром чемпионата Европы среди молодёжных команд.
В 2004 году Николай Карполь привлёк Ольгу Сажину к выступлениям за главную сборную России. 10 июля в японском Кавасаки в матче первого тура предварительного этапа Гран-при состоялся дебют спортсменки в официальных матчах национальной команды страны в поединке против сборной Италии. На этом же турнире она приняла участие ещё в четырёх играх.
В 2005 году при итальянском наставнике Джованни Капраре Сажина регулярно включалась в состав сборной России, отыграв во всех соревнованиях, в которых национальная команда страны принимала участие — отборочных турнирах чемпионата мира 2006 и Гран-при-2006, а также в финальной стадии чемпионата Европы в Хорватии, где стала бронзовым призёром.
После годичного перерыва в 2007 году Капрара вновь пригласил Ольгу Сажину в сборную России, но лишь на один турнир — отбор на Гран-при-2008.

### Клубная карьера
- 2001—2003 —  МГФСО (Москва);
- 2003—2010 —  «Динамо»/«Динамо-Янтарь» (Московская область/Калининград);
- 2010—2012 —  «Волеро» (Цюрих);
- 2012—2013 —  «Омичка» (Омск);
- 2013—2014 —  «Тюмень-ТюмГУ» (Тюмень);
- 2014—2015 —  «Протон» (Саратовская область);
- 2015—2016 —  «Уралочка-НТМК» (Свердловская область).

## Достижения

### С клубами
- двукратный серебряный призёр чемпионатов России — 2004, 2016;
  - двукратный бронзовый призёр чемпионатов России — 2006, 2013;
- двукратная чемпионка Швейцарии — 2011, 2012;
- двукратный победитель Кубка Швейцарии — 2011, 2012.

### Со сборными России
- бронзовый призёр чемпионата Европы 2005;
- бронзовый призёр чемпионата Европы среди молодёжных команд 2004.